# Maurice Hamel
Pour les articles homonymes, voir Hamel.
Maurice Hamel né le 16 mars 1890 à Saint-Maur-des-Fossés et mort le 4 décembre 1967 dans le 13e arrondissement de Paris, est un journaliste, romancier et auteur de chansons français. 

## Biographie
Rédacteur à La Semaine politique et littéraire de Paris en 1912-1913, il dirige L'Alliance Mensuelle, avec Georges Muchery en 1920. Il écrit dans le journal Comœdia de 1914 à 1942, dans  La Revue française en 1923, dans Le Petit Parisien en 1927, dans le journal La Chanson et le magazine Lectures pour tous dans les années trente.

Maurice Hamel a voué ses recherches les plus actives aux étoiles disparues, aux vieux artistes tombés dans la misère, et dont les noms sont oubliés.
« journaliste d'action et confident des infortunes »
— Georges Chanterel

## Œuvres
Romans
- Maurice Hamel, Le roman d'un chansonnier populaire ou les Aventures du Bruyant Alexandre. Dans la tourmente de ma vie, mes chansons et mes souvenirs par le Bruyant Alexandre. En vente chez Mademoiselle Fallet, Bois-Colombe, 1929.
- Maurice Hamel, La Maison du clown.
- Maurice Hamel, L. De Silva, L'homme de la nuit.

Articles
- Une enquête de l'ABC sur le roman populaire dans la revue ABC, Artistique et Littéraire n°53, 1929
- Eugénie Buffet, Ma vie, mes amours, mes aventures, confidences recueillies par Maurice Hamel, E. Figuière, Paris, 1930
- Maurice Hamel, « Les survivants du Caf'Conc' », paru dans Lectures pour tous, sur www.dutempsdescerisesauxfeuillesmortes.net, août 1934 (consulté le 30 septembre 2017)

Chansons
- Tu m'as fait tant souffrir, valse chantée par Lys Gauty, musique de André Botrouge, 1932 (OCLC 844104615)

## Distinctions
Chevalier de la Légion d'honneur, 1935.

## Récompenses
- Prix Émile Zola, décerné par La Société des gens de lettres, 1930[2].